# Finnian de Moville
Pour les articles homonymes, voir Finan.
Saint Finnian de Moville († vers 589). Son nom s'écrit aussi Finan, Finian, Finien ou Finnien. Il est un moine et un abbé irlandais qui fonde en 545 un monastère à proximité de ce qui est maintenant Newtownards. Il le nomme Moville (en gaélique irlandais Magh Bile, « la plaine de l’arbre sacré »). L'Église le fête le 10 septembre (son dies natalis).

## Vie
Finnian est né en Ulster vers 495 et était descendant de Fiatach le Fair. Il fut disciple de saint Colman de Dromore et de saint Mochae de Noendrum à l’école de saint Ninian en Écosse (Candida Casa à Whithorn). 
Il effectue un pèlerinage à Rome d’où il rapporte en 540 le premier exemplaire parvenu en Irlande de la Vulgate de saint Jérôme. 
Il fonde le monastère de Druim Fionn en 540 et le monastère de Moville, dans le Down, en 545 qu'il dote d'une école. 
Finnian de Moville est le maître de saint Colomban de Luxeuil, et rédige une règle et un pénitentiel pour ses moines. Il est honoré comme le patron de l’Ulster.